# Hingstdepå
Hingstdepå är motsvarigheten till ett stuteri. Skillnaden är att endast hingstar är uppställda och ston kommer till depån för betäckning.

## Svenska hingstdepåer
För befrämjande av den varmblodiga hästaveln i Sverige höll staten två hingstdepåer -  Flyinge hingstdepå och stuteri i Skåne och Strömsholm i Västmanland - varifrån hingstar under betäckningstiden utstationerades till olika delar av landet, där de mot en bestämd avgift fick användas till betäckning av privata hästägares ston.